# Dolina nestalih
Dolina nestalih (eng. In the Valley of Elah) je drama Paula Haggisa iz 2007. s Tommyjem Lee Jonesom, Charlize Theron i Susan Sarandon. Film je temeljen na stvarnim događajima, a istražuje teme Rata u Iraku, zlostavljanja zatvorenika, PTSP-a nakon aktivnog ratovanja te portretira očev lov na ubojice svog sina.

## Radnja
Hank Deerfield je umirovljeni vojni policajac s velikim iskustvom u istraživanju zločina. Saznaje da mu je sin Mike vratio u Ameriku te dezertirao. Hank odlazi u potragu, nadajući se da će pronaći sina. Iako se žuri u vojnu bazu, Hank se zaustavlja u lokalnoj školi gdje je američka zastava naopako obješena. Objašnjavajući školskom domaru da je takav znak pokazatelj velike nesreće, pomogne mu da je stavi na svoje mjesto i ode.
U vojnoj se bazi susretne se s vojnim osobljem; svi oni izraze sućut, ali nisu od velike pomoći. Iako je razgovarao s nekoliko ljudi koji poznaju Mikea, ne uspijeva dobiti korisnu informaciju. Suočen s nedostatkom informacija, Hank ukrade Mikeov telefon iz njegove sobe i da ga na analizu lokalnom kompjuterskom stručnjaku; memoriju telefona je oštećena, ali mu stručnjak ponudi da će pokušati spasiti snimke s telefona u nekoliko dana. Hank mu plati sto dolara i počne čekati odgovor preko maila.
Kako se sve informacije koje je dobio pokazuju beskorisnim, Hank se obraća lokalnoj policiji. Ugleda detektivku Emily Sanders kako udaljava ženu zabrinutu za svog muža povratnika ratnog veterana koji je utopio vlastitog psa u kadi. Detektivka je pusti da ode bez da je išta napravila za nju. Sanders kasnije dobiva poziv iz iste u kuće i sazna kako je muž utopio i vlastitu ženu dok im je sin bio kod bake.
Detektivka odluči pomoći Hanku, a on ode na večeru sa starim prijateljem iz vojne policije kojeg nije vidio petnaest godina. Nakon što ga je ovaj upitao za njegova najstarijeg sina, Hank mu kaže kako je poginuo u padu helikoptera na manevrima prije dvije godine; zapravo uopće ne spominju Mikea. Hank se vraća u svoju motelsku sobu te na mail dobiva prvu oštećenu snimku s Mikeova mobitela.
U međuvremenu, policija istražuje zločin s raskomadanim i izgorenim tijelom. Policija s radošću prima vijest da će morati predati istragu vojsci jer se zločin navodno dogodio na području u vlasništvu vojske.
Hanka Deerfielda u njegovoj sobi obavijeste da su pronađeni ostaci njegova sina Mikea. Policajac oklijeva otkriti pojedinosti, ali na Deerfieldovo inzistiranje, odvodi ga kako bi vidio sinove praktički neprepoznatljive ostatke (policajac spominje da su Mikea uspjeli identificirati samo zbog nepotpunih otisaka prstiju).
Detektivka Sanders ne želi predati istragu vojsci, ali je ostavljena bez izbora. U mrtvačnici, Hanku pokazuju sinove ostatke i pitaju ga je li se Mike bavio prodajom droge jer sumnjaju kako bi u zločin mogla biti umiješana banda Meksikanaca krijumčara heroina s Bliskog istoka. Pod Mikeovim madracem pronalaze lulu.
Suočena s Hankovom odlučnošću, detektivka Sanders je prisiljena odvesti Hanka na mjesto zločina. On pronalazi lokaciju na kojoj se dogodilo ubojstvo koja nije na vojnom zemljištu jer je tijelo odvučeno. Osim toga, Sanders spominje kako je na tom mjestu viđeno zeleno auto, ali Hank ističe kako je auto vjerojatno bilo plavo jer se plavo pod žutim svjetlom ulične lampe vidi kao zeleno.
Hank preko telefona obavještava suprugu Joan za Mikeovu smrt. Joan je shrvana i ljuta što je izgubila oba sina u vojsci. Kaže Hanku da nije ostavio Mikeu izbora te da se mladić ne bi smatrao muškarcem da se nije prijavio u vojsku.
Nakon što je poslala svog sina na spavanje, detektivka Sanders počne pregledavati jezovite fotografije s mjesta zločina dok Hank pregledava snimku s Mikeova mobitela; snimke su nepotpune. Sanders na poslu daju neatraktivne zadatke i rugaju joj se, vjerujući kako je promašila profesiju. Nakon male prepirke sa šefom, on joj dopusti da počne istraživati ubojstvo iako se još nekoliko neriješenih ubojstava loše reflektira na njegovu reputaciju.
Hank i detektivka Sanders nastavljaju raditi zajedno na slučaju i nailaze na slijepe ulice ili preokrete. Prvo posumnjaju na vojnika Roberta Ortieza, podrijetlom Meksikanca koji bi mogao biti umiješan u posao s drogom. Uz potporu policajaca iz Odjela za narkotike, Sanders predvodi policiju u napadu na Ortiezov dom kako bi ga uhitili, ali ovaj pobjegne uz potjeru policije. Nakon što ga je policija lovila na način koji Sanders nije odobrila, frustrirani Hank ulovi Ortieza na ulici, udari ga vratima svog auta i brutalno ga pretuče. Nakon što ga je Sanders pokušala zaustaviti, Hank slučajno udari i nju. Ona ne podnosi tužbu, ali je bijesna zbog Hankove intervencije i gubitka kontrole.
Ispitujući vojnike s kojima je Mike bio u noći kad je ubijen, Hank i Sanders pronalaze nedosljednosti u njihovim iskazima. Skupina vojnika otišla je u restoran brze hrane te noći, ali su naručili porciju za troje, unatoč tvrdnjama da je u skupini bilo četvero ljudi. Neslaganja u potpisima na Mikeovoj kreditnoj kartici pružaju još jedan dokaz da vojnici ne govore istinu. Nakon što jedan od njih počini samoubojstvo, vojska to interpretira kao priznanje. Hank i Sanders ipak nisu zadovoljni.
U međuvremenu Hank dobiva posljednju snimku s mobitela koja pokazuje kako Mike zlostavlja zatvorenika u zadnjem dijelu vojnog vozila u Iraku. Te noći javlja se potpuna istina nakon što Penning prizna sve pred Hankom i Emily. Mike i ostali vojnici izbačeni su iz striptiz kluba nakon što je Mike počeo stvarati gužvu. Nakon toga je došlo do sukoba između vojnika, a jedan od njih ga je zbog posljedica PTSP-a izbo preko 40 puta. Drugi je smislio ideju da zapale tijelo. Gladni, nakon toga su otišli nešto pojesti. Penning otkriva kako je Mike mučio zatvorenike te da je tako dobio nadimak "Doktor".
Nakon što je otkrio kako Ortiez nije kriv, Hank mu se ispriča što ga je pretukao. Nakon njihova razgovora, Hank otkriva da je Mike bio poteresen te je pregazio dijete vojnim kombijem u Iraku zbog naredbe da se vozi dalje ako se netko ili nešto pojavi na cesti. To je stvorilo psihološke probleme za Mikea koji se nakon toga potresen preko telefona javio ocu. Hank je mislio kako mu sin proživljava uobičajene teškoće s kojima se suočavaju ostali vojnici te nije uzvratio uznemirenom sinu ni s trunkom utjehe.
Nakon što je zločin konačno riješen, a muškarci iz Mikeova eskadrona identificirani kao njegovi ubojice, Hank se vraća kući i pronalazi zastavu koju mu je sin poslao iz Iraka, zajedno sa slikom iste kako vijori iznad njegove postrojbe. Potresene vjere, Hank odnosi zastavu u školu i stavi je naopako; znak da nešto nije u redu i da je zemlja u krizi. Zalijepi selotejpom užad na kojoj stoji zastava i rekne domaru da je ostavi takvu, čak i preko noći.

## Glumci
| Glumac          | Uloga              | Bilješke                                       | Glumac          | Uloga                | Bilješke |
| --------------- | ------------------ | ---------------------------------------------- | --------------- | -------------------- | -------- |
| Tommy Lee Jones | Hank Deerfield     | Nominiran za Oscar za najboljeg glavnog glumca | Jonathan Tucker | Mike "Doc" Deerfield |          |
| Charlize Theron | Det. Emily Sanders |                                                | Wayne Duvall    | Det. Nugent          |          |
| Jason Patric    | Kirklander         |                                                | Victor Wolf     | Robert Ortiez        |          |
| Susan Sarandon  | Joan Deerfield     |                                                | Brent Briscoe   | Det. Hodge           |          |
| James Franco    | Dan Carnelli       |                                                | Greg Serano     | Det. Manny Nuñez     |          |
| Barry Corbin    | Arnold Bickman     |                                                | Brent Sexton    | Poručnik Burke       |          |
| Josh Brolin     | Načelnik Buchwald  |                                                | Devin Brochu    | David Sanders        |          |
| Frances Fisher  | Eve                |                                                | Zoe Kazan       | Angie                |          |
| Wes Chatham     | Steve Penning      |                                                | Glenn Taranto   | Det. Wayne           |          |
| Jake McLaughlin | Gordon Bonner      |                                                | Sean Huze       | Satnik Jim Osher     |          |
| Mehcad Brooks   | Ennis Long         |                                                | Pierre Barrera  | Barmen               |          |

## Produkcija

### Osnove priče
Iako je priča fikcionalizirana te su promijenjena imena i lokacije, radnja je vrlo slična priči Richarda T. Davisa, veterana Iračkog rata koji je ubijen po povratku kući 2003. Njegov otac Lanny Davis, bivši vojni policajac koji je pokrenuo vlastitu istragu kao i Jonesov lik, komentirao je, "To je snažan i dobar film. Navest će mnoge ljude na razmišljanje."
Najavljena je i knjiga o stvarnim događajima autorice Cille McCain, nazvana Murder in Baker Company: The Forgotten Soldier. Dokumentarac temeljen na njenim istraživanjima je također zakazan za produkciju koja je trebala početi u siječnju 2008., a financirat će dijelom od fonda koji je osnovao redatelj Paul Haggis.
Haggisa je inspirirao izvještaj o ubojstvu Richarda Davisa Marka Boala u Playboyu iz 2004., nazvan "Death and Dishonor" ("Smrt i nečasnost"). Davisova priča ispričana je i u epizodi emisije 48 Hours Mystery CBS Newsa.
Zaklada Richarda Davisa za mir se bavi problemima povezanima s Davisovom smrću, kao što je poboljšanje provjere vojnih novaka. Fondacija skuplja popis samoubojstava i ubojstava povezanih s Ratom u Iraku.

### Scenarij i casting
Haggis je prvo kontaktirao Clinta Eastwooda u želji da odigra Hanka Deerfielda, ulogu koju je Haggis napisao za njega. Eastwood ga je odbio jer nije želio glumiti.

### Premijera
Film je premijerno prikazan 1. rujna 2007. na Venecijanskom filmskom festivalu, a kasnije je prikazan na Međunarodnom film festivalu u Torontu. U Americi je objavljen 14. rujna 2007. uz konačnu zaradu od 6,5 milijuna dolara. U Ujedinjenom Kraljevstvu je objavljen 18. siječnja 2008.

## Kritike
Prema podacima od 20. veljače 2008. na Rotten Tomatoesu, 71 posto kritičara, od njih 139, film je ocijenilo pozitivnim. Na Metacriticu je rezultat 64 posto na temelju 25 recenzija.
Richard Corliss iz časopisa Time naveo je film kao jedan od deset najboljih u 2007., smjestivši ga na osmu poziciju. Corliss je u svojoj recenziji hvalio film kao poboljšanje u odnosu na Haggisovu Fatalnu nesreću, nazvavši ga "snažnim u traganju, otrežnjujućim u političkim zaključcima." Izdvojio je izvedbu Tommyja Lee Jonesa, rekavši kako je njegova "iscrpljena humanost srce ove izvrsne drame." Kritičar Timea Richard Schickel također je film smjestio na osmo mjesto u izboru deset najboljih u 2007., rekavši je film "odmjereni, mučaljivi, razorni prikaz onoga što se događa u dušama vojnika suočenih s ratovima koje im opravdavaju lažnim ili privremenim opravdanjima."
Film je od nekih kritiziran zbog pristranog pristupa. Stephen Hunter iz Washington Posta je napisao, "Haggis se čini kako nema poštovanja prema svojoj publici. U svom čistom obliku, film predstavlja agitprop." Kenneth Turan iz Los Angeles Timesa je rekao da "likovi u ovom mračnom filmu izgledaju kao zlovoljni pojedinci koji svijetu objavljuju Vrlo Važnu Poruku. I iako film prenosi neke bitne stvari, ovo nije način na koji se to radi." Protivno tome, Stephanie Zacharek sa Salon.com je bila kritična zbog toga što film nije otišao još dalje, rekavši kako se "prestrašio".

## Nagrade i nominacije
Haggis je osvojio nagradu Svjetske katoličke organizacije za komunikacije (SIGNIS) na Venecijanskom filmskom festivalu gdje je film bio u konkurenciji za Zlatnog lava. Tommy Lee Jones je bio nominiran za Oscar za najboljeg glavnog glumca.

## Vanjske poveznice
- Službena stranica
- Dolina nestalih u internetskoj bazi filmova IMDb-a
- Dolina nestalih na Box Office Mojo
- Dolina nestalih na Rotten Tomatoes